# Былинный
Были́нный — посёлок в Оренбургском районе Оренбургской области России. Входит в Чебеньковский сельсовет.

## География
Посёлок Былинный стоит в степи в междуречье рек Урал (на юге) и Сакмара (на севере), к северо-востоку от Оренбурга (около 25 км до ближайшего микрорайона Ростоши).
Все крупные магистрали и транспортные объекты находятся на удалении от посёлка. Далеко на юге, вдоль реки Урал, проходит региональная трасса Р336 Оренбург — Орск — граница Челябинской области. Рядом с трассой, юго-западнее Былинного, расположился аэропорт Оренбург (12 км по прямой). На севере проходит линия Южно-Уральской железной дороги (перегон Сакмарская — Разъезд № 213-а). Станция Сакмарская — в 15 км на северо-запад, ближайшая станция, Чебеньки (в одноимённом посёлке, являющемся центром сельского поселения, в которое входит Былинный) — на северо-востоке, в 10 км. Между Сакмарской и Чебеньками есть также ряд остановочных пунктов, на некоторых из них останавливаются пригородные поезда — 32 км, 35 км, 38 км, 42 км, разъезд № 202, 51 км, 54 км.
Вдоль железной дороги идёт автодорога Сакмара — Чебеньки. Севернее железной дороги и указанного шоссе, почти ровно на север от Былинного, построен военный аэродром Чебеньки (Дмитриевка), который обслуживают посёлок Жилгородок и разъезд № 202. Восточнее Былинного проложена автодорога меридионального направления, соединяющая Чебеньки с трассой Р336 на юге. Сам посёлок Былинный связан просёлочной дорогой лишь с Чебеньками. Кроме центра сельсовета, ещё один ближайший населённый пункт — посёлок Всходы, в 3 км на восток (также входит в состав Чебеньковского сельсовета).
Район посёлка Былинный относительно маловодный. Лишь к юго-востоку от него находится довольно крупный пруд. Два небольших пруда имеются в посёлке Всходы. На возвышенности к югу берут начало несколько небольших речек, впадающих затем в Урал: на юго-востоке — Ветлянка, на юго-западе — Елшанка.

## История
Посёлок Былинный был образован 22 марта 1931 года. В тот период на землях, где сейчас располагается посёлок, был организован зерносовхоз имени Каширина, нынешний Былинный стал 1-м отделением зерносовхоза. Тогда же в посёлке была открыта начальная русско-казахская школа.
В конце 1930-х годов совхоз сменил название, став зерносовхозом «Чебеньковский» (вероятно, потому, что все три брата Кашириных — Николай, Иван и Пётр, в честь одного из которых первоначально был назван совхоз, были репрессированы). В 1966 году Указом Президиума ВС РСФСР посёлок отделения № 1 совхоза «Чебеньковский» переименован в Былинный.

## Население
| 2010 |
| ---- |
| 257  |

По данным переписи 2002 года, в посёлке проживал 331 человек (168 мужчин, 163 женщины), 93 % населения составляли казахи.
По состоянию на 1 января 2015 года, по данным местной администрации, в посёлке числилось 82 подворья и 298 человек постоянного населения, из них 295 зарегистрированы по месту жительства, 3 человека — нет.

## Улицы
| Молодёжная  |
| Центральная |
| Школьная    |

## Инфраструктура
- Былинная ООШ (филиал Чебеньковской СОШ)
- Фельдшерско-акушерский пункт
- Посёлок обеспечен водоснабжением, электроснабжением, газоснабжением[8]